# Lillträsket (Nederluleå socken, Norrbotten, 731005-179753)
Lillträsket är en sjö i Luleå kommun i Norrbotten och ingår i Råneälven-Altersundets kustområde.